# Premier Division (Barbados)
La Premier Division è la massima competizione calcistica di Barbados, creata nel 1947. Vi partecipano 10 squadre; le ultime due classificate retrocedono in seconda serie.

## Squadre
Stagione 2024.
- Brittons Hill
- BSA
- Deacons
- Ellerton
- Empire
- Kickstart Rush
- Paradise
- UWI Blackbirds
- Weymouth Wales
- Wotton

## Albo d'oro
- 1947–48:  Spartan
- 1950:  Spartan
- 1951:  Spartan
- 1952:  Empire
- 1960:  Everton
- 1961: non disputato
- 1962:  Weymouth Wales
- 1963:  Everton
- 1964:  Weymouth Wales
- 1965:  Everton
- 1966:  Everton
- 1967:  Weymouth Wales
- 1968: non disputato
- 1969:  Weymouth Wales
- 1970:  Weymouth Wales
- 1971:  Weymouth Wales
- 1972:  Weymouth Wales
- 1973:  Weymouth Wales
- 1974:  Weymouth Wales
- 1975:  Weymouth Wales
- 1976:  Weymouth Wales
- 1977: non disputato
- 1978:  Weymouth Wales
- 1979: non disputato
- 1980: non disputato

- 1981:  Weymouth Wales
- 1982:  Pinelands Utd
- 1983: non disputato
- 1984:  Weymouth Wales
- 1985:  Pinelands Utd
- 1986:  Weymouth Wales
- 1987:  Everton
- 1988:  Pride of Gall Hill
- 1989:  Paradise
- 1990:  Brittons Hill
- 1991: non disputato
- 1992:  Pinelands Utd
- 1993:  Pride of Gall Hill
- 1994: non disputato
- 1995:  BDF
- 1996:  Paradise
- 1997:  Notre Dame
- 1998:  Notre Dame
- 1999:  Notre Dame
- 2000:  Notre Dame

- 2001:  Paradise
- 2002:  Notre Dame
- 2003:  Paradise
- 2004:  Notre Dame
- 2005:  Notre Dame
- 2006:  Youth Milan
- 2007:  BDF
- 2008:  Notre Dame
- 2009:  Brittons Hill
- 2010:  Notre Dame
- 2011:  Youth Milan
- 2012:  Weymouth Wales
- 2013:  BDF
- 2014:  BDF
- 2015:  BDF
- 2016:  UWI Blackbirds
- 2017:  Weymouth Wales
- 2018:  Weymouth Wales
- 2018-2019:  BDF
- 2020: non assegnato
- 2023:  Weymouth Wales
- 2024:  Weymouth Wales
- 2025:  Weymouth Wales

## Titoli per squadra
| Club               | Vittorie | Stagioni |
| ------------------ | -------- | --- |
| Weymouth Wales     | 21       | 1962, 1964, 1967, 1969, 1970, 1971, 1972, 1973, 1974, 1975, 1976, 1978, 1981, 1984, 1986, 2012, 2017, 2018, 2023, 2024, 2025 |
| Notre Dame         | 9        | 1997, 1998, 1999, 2000, 2002, 2004, 2005, 2008, 2010                                                                         |
| Everton            | 5        | 1960, 1963, 1965, 1966, 1987                                                                                                 |
| BDF                | 5        | 1995, 2007, 2013, 2014, 2015                                                                                                 |
| Paradise           | 4        | 1989, 1996, 2001, 2003 |
| Pinelands Utd      | 3        | 1982, 1985, 1992 |
| Youth Milan        | 2        | 2006, 2011 |
| Brittons Hill      | 2        | 1990, 2009 |
| Pride of Gall Hill | 2        | 1988, 1993 |
| Spartan            | 1        | 1947-48 |
| Empire             | 1        | 1952 |
| UWI Blackbirds     | 1        | 2016 |

## Marcatori
| Anno    | Capocannoniere    | Squadra            | Reti |
| 1999    | Llewellyn Riley   | Notre Dame         | 17   |
| 2001    | Peter Stoute      | Paradise           | 20   |
| 2002    | Kenroy Skinner    | Youth Milan        | 19   |
| 2003    | Adrian Forde      | BDF                | 9    |
| 2004    | Llewellyn Riley   | Notre Dame         | 16   |
| 2004    | Dwayne Stanford   | Beverley Hills     | 16   |
| 2005    | Peter Stoute      | Silver Sands       | 21   |
| 2006    | Dwayne Stanford   | Beverley Hills     | 17   |
| 2007    | Dwayne McClean    | BDF                | 16   |
| 2008    | Norman Forde      | Notre Dame         | 13   |
| 2009    | Riviere Williams  | BDF                | 18   |
| 2010    | Kyle Gibson       | Notre Dame         | 13   |
| 2011    | Armando Lashley   | Paradise           | 13   |
| 2012    | Dwayne Stanford   | Weymouth Wales     | 13   |
| 2013    | Jabarry Chandler  | Pride of Gall Hill | 14   |
| 2014    | Arantees Lawrence | Pinelands Utd      | 23   |
| 2015    | Dwayne Stanford   | Brittons Hill      | 15   |
| 2016    | Mario Harte       | UWI Blackbirds     | 29   |
| 2017    | Dario Harewood    | UWI Blackbirds     | 13   |
| 2018    | Jabarry Chandler  | Empire             | 19   |
| 2018-19 | Armando Lashley   | Paradise           | 26   |
| 2023    | Zeco Edmee        | Notre Dame         | 26   |
| 2024    | Zeco Edmee        | Weymouth Wales     | 15   |
| 2024    | Arantees Lawrence | Notre Dame         | 15   |